# Realkredit Danmark
 Der er for få eller ingen kildehenvisninger i denne artikel, hvilket er et problem. Du kan hjælpe ved at angive troværdige kilder til de påstande, som fremføres i artiklen.

Realkredit Danmark A/S er et dansk realkreditinstitut, der målt på udlån er landets største[kilde mangler]. Siden 2001 har virksomheden været en del af Danske Bank-koncernen.
Virksomheden havde i 2011 et resultat før skat på 2,5 mia. kroner og beskæftigede 250 ansatte. Realkredit Danmark havde i 2011 udlån på 724,5 mia. kr., hvilket svarer til en markedsandel på 29,0.

## Østifternes Kreditforening
Efter den store brand i 1795 blev en fjerdedel af Københavns indbyggere hjemløse. I forbindelse med finansieringen af genopbygningsarbejdet, opstod Kreditkassen for Husejere i Kjøbenhavn i 1797. Det var en forening af långivere, og det første eksempel på det, der senere udviklede sig til en kreditforening.
De første egentlige kreditforeninger blev dog først stiftet i 1851. En af de første var Østifternes Kreditforening, der senere blev en del af Realkredit Danmark.

## Utilfredshed præger udviklingen
Obligationskurserne faldt støt gennem 1860’erne, og det var derfor svært at tiltrække investorer til obligationerne. Samtidig var der flere steder utilfredshed med, at Østifternes Kreditforening ydede flest lån i København og Nordsjælland. Derfor kom initiativet til at oprette Østifternes Kreditkasse.
Utilfredsheden med kreditforeningerne førte også til stiftelsen af Den Danske Landmandsbank – i dag Danske Bank – som endog fik tilladelse til at udstede hypoteklån, dvs. lån der lå ud over de gamle kreditforeningers lånegrænse på 60 %.
Den hidtidige belåningsgrænse på 60 % betød, at "de gamle" kreditforeningsmedlemmer var meget sikre på, at princippet om solidarisk hæftelse reelt ikke betød en risiko for den enkelte låntager. De første hypotekforeninger, som havde en belåningsgrænse op til 75 %, blev oprettet i 1895. De var mere risikovillige og tog en højere rente.

## Ny realkreditlov i 1970 fører til oprettelsen af Kreditforeningen Danmark.
Omkring 1920 var der 13 kreditforeninger og ni hypotekforeninger i Danmark. Strukturen var uklar og konkurrenceforholdene forskellige fra landsdel til landsdel. Alligevel var begge typer af foreninger tilbageholdende med at sætte udlånene i vejret.
I 1970 kom der en ny realkreditlov, som satte den typiske løbetid ned til 30 år og gjorde det muligt for låntagerne at få alle deres realkreditlån i samme kreditforening. Det førte til mange fusioner blandt kreditforeningerne i løbet af 1970'erne. Fire foreninger blev i 1972 til Kreditforeningen Danmark. Det var: Østifternes Kreditforening, Grundejernes Hypotekforening, Provinshypotekforeningen for Danmark og Ny jydske Kjøbstad-Creditforening.

## "Realkredit Danmark" blev til i 1993
Kreditforeningen Danmark ændrede i 1993 form, og delte sig i en forening, et holdingselskab og et aktieselskab. I forbindelsen med omdannelsen blev der etableret en koncernstruktur, hvori Foreningen KD ejede aktierne 100 % i KD Holding A/S, der igen ejede aktierne 100 % i realkreditinstituttet Realkredit Danmark A/S. I slutningen af 1990’erne indledte Realkredit Danmark A/S et samarbejde med BG Bank, som i foråret 1998 førte til etableringen af det fællesejede realkreditselskab, BG Kredit.

## Realkredit Danmark og BG Bank fusionerede i 1998
Ved fusionen – af Realkredit Danmark og BG Bank – i efteråret 1998 blev holdingselskabet Kapital Holding A/S etableret. Foreningen KD ejede ca. 60 % af aktierne i Kapital Holding A/S. Strategien var, at de to velkendte og respekterede selskaber skulle føres videre som selvstændige mærker eller "brands". Holdingselskabet skiftede siden navn til RealDanmark A/S.

## 2000 – FondenRealdaniaetableres
Fonden Realdania blev etableret i efteråret 2000, da Foreningen KD solgte sin del af RealDanmark (Det tidligere Kapital Holding A/S) og dermed Realkredit Danmark A/S og BG-Bank til Danske Bank. Med salget af aktierne i RealDanmark etablerede Foreningen KD sig som Fonden Realdania. En fond som udelukkende skulle støtte velgørende formål.
Efter frasalget af RealDanmark aktiviteterne startede Fonden Realdania med en formue på knap 17 mia. kr. – en egenkapital som ifølge realkreditloven ikke kunne tilbagebetales til medlemmerne af realkreditforeningen, men som skulle anvendes til velgørende formål, der kom almenvellet til gode.
Realdanias mission er stadigvæk at skabe livskvalitet gennem det byggede miljø, via projekter som støtter almennyttige og velgørende formål, primært inden for det byggede miljø og bredt fordelt i Danmark.

## 2001 – Realkredit Danmark og BG Bank bliver en del af Danske Bank-koncernen
Den 1. januar 2001 blev Realkredit Danmark A/S ved fusion en del af med Danske Bank-koncernen med Danske Bank A/S som fortsættende moderselskab.
Realkredit Danmark A/S fortsatte som et selvstændigt selskab i Danske Bank – koncernen, mens BG – frem til 2007 – forsatte som et brand i Danske Bank.
Realkredit Danmark har siden da været 100 % ejet af Dansk Bank-koncernen. Ejendomsmæglerkæden home er et fuldt ejet datterselskab af Realkredit Danmark.

## Realkreditlån hos Realkredit Danmark
Realkredit Danmark yder realkreditlån mod pant i fast ejendom finansieret ved udstedelse af obligationer. Realkreditlån hos Realkredit Danmark kan opdeles i fem hovedtyper: Obligationslån, Kontantlån, FlexLån®, også kaldet rentetilpasningslån, FlexGaranti® og RenteDyk™. De fem låntyper kan kategoriseres i tre grupper: 1. Fast rente: obligations- eller kontantlån. 2. Variabel rente: FlexLån®. Og 3. Kombination af fast rente og variabel rente: FlexGaranti® eller RenteDyk™.

## Ledelse
Denne liste er ufuldstændig; hjælp gerne med at udfylde den.

### Direktion
- 1972-1972 Svend Dal, adm. direktør
- 1972-1988 Erik Haunstrup Clemmensen, adm. direktør
- 1988-1993 Ole Andresen, adm. direktør
- 1993-2002 Kjeld Jørgensen, adm. direktør
- 2002-2009 Sven Holm, adm. direktør
  - Bent Fjord, direktør
  - Mogens Holm, direktør
  - Jens Erik Corvinius, direktør
- 2009-nu Carsten Nøddebo, adm. direktør (direktør siden 2006)